# Musa violascens
Musa violascens là một loài thực vật có hoa trong họ Musaceae. Loài này được Ridl. miêu tả khoa học đầu tiên năm 1893.